# Abdel Khaliq Sarwat Pacha
Abdel Khaliq Sarwat Pasha (1873–1928) (Arabe: عبد الخالق ثروت باشا) était un homme politique égyptien.
Il a exercé pendant le royaume d'Égypte les fonctions de Premier ministre du 1er mars 1922 jusqu'au 30 novembre 1922, puis de nouveau du 26 avril 1927 au 16 mars 1928.